# Antiflogistin
Antiflogistin är en pasta av kaolin, glycerin, borsyra, salicylsyra och eteriska oljor, som påverkar blodtillströmningen till huden där den appliceras. Pastan har använts mot reumatism, men har avregistrerats som läkemedel i Sverige år 2011. Den effekt som antiflogostin kan ge är begränsning eller minskning av inflammationer.